# Jack Welch

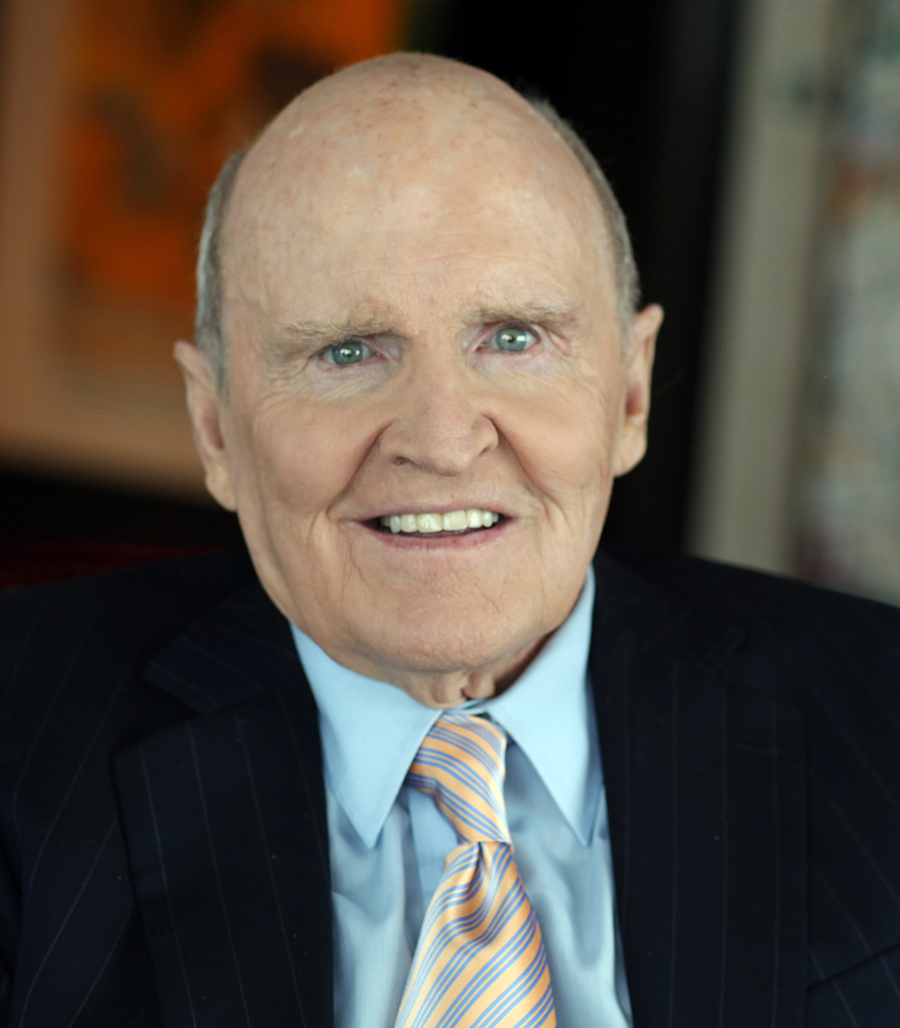
Jack Welch (2012)

John Francis „Jack“ Welch Jr. (* 19. November 1935 in Peabody, Massachusetts; † 1. März 2020 in New York City, New York) war ein US-amerikanischer Manager. Er war von April 1981 bis September 2001 CEO von General Electric.
Welch wurde 1935 als einziges Kind eines Eisenbahnschaffners und einer Hausfrau in der Kleinstadt Peabody geboren. Mit seiner Politik des Reparierens, Verkaufens oder Schließens (englisch „fix it, sell it or close it“) von verlustbringenden Unternehmensteilen und des Zukaufens zukunftsträchtiger Technologien machte er den US-Mischkonzern General Electric (GE) zu einem profitablen und wachsenden Unternehmen.
Das Privatvermögen von Jack Welch wurde auf 720 Millionen US-Dollar geschätzt (Stand: 2006). Er war seit dem Jahr 2004 in dritter Ehe mit der 24 Jahre jüngeren Suzy Welch, der ehemaligen Chefredakteurin der Harvard Business Review, verheiratet.

## Werdegang
Jack Welch besuchte zunächst die staatliche University of Massachusetts und wurde an der University of Illinois promoviert. Der gelernte Chemieingenieur, der bereits ab 1960 in verschiedenen Positionen bei General Electric gearbeitet hatte, trat 1981 an die Spitze des leicht ins Schlingern geratenen Unternehmens und führte dieses als CEO bis zum 6. September 2001.
Welch steigerte den Umsatz von General Electric von 27 Milliarden US-Dollar im Jahr 1981 auf 130 Milliarden US-Dollar im Jahr 2001, der Jahresgewinn versiebenfachte sich auf zirka 12,7 Milliarden US-Dollar; gleichzeitig verringerte sich die Anzahl der weltweiten Mitarbeiter von 400.000 auf 300.000.
In seinem Pensionsvertrag hatte Welch sich neben einer jährlichen Zahlung von neun Millionen US-Dollar die freie Nutzung eines Geschäftsflugzeugs, einer VIP-Box bei den Baseballspielen der Boston Red Sox, ein Appartement im Trump Tower und freies Speisen in einem Nobelrestaurant zusichern lassen; nach Kritik verzichtete er auf diese Vergünstigungen.
Welch wurde 1999 vom Wirtschaftsmagazin Fortune zum „Manager des Jahrhunderts“ gekürt. Zudem war er seit 1994 gewähltes Mitglied der American Academy of Arts and Sciences und seit 2000 der American Philosophical Society. Welch galt als gnadenloser und höchst erfolgreicher Unternehmenslenker, der in der neoliberalen Reagan-Ära zum Vorbild von Generationen von Managern wurde.
Im Jahr 2009 wurde mittels einer Spende Welchs das Jack Welch Management Institute an der Universität in Ohio gegründet. Das Institut bietet ein auf Welchs Management-Philosophie basierendes MBA-Programm, das über das Internet als Fernstudium absolviert werden kann.
Welch starb am 1. März 2020 in seiner Wohnung in New York City an Nierenversagen.

## Managementmethoden
Kern seines Managementansatzes war die Regel „Fix, close or sell“ (deutsch: Reparieren, schließen oder verkaufen). Danach wird ein Unternehmensteil, das die Wachstums- und Renditeziele nicht erreicht oder operative Defizite aufweist, geschlossen oder verkauft, sofern die Probleme nicht innerhalb von zwei Jahren gelöst werden können.
Im „Work-Out“-Programm schulte er im unternehmenseigenen Schulungszentrum in Crotonville bei New York jährlich 8000 Führungskräfte und führte regelmäßige Zusammenkünfte der Manager mit den Angestellten ein.
Im Jahr 1996 führte er bei General Electric Six Sigma als Methode zur Qualitätskontrolle ein. Ziel dieser von Motorola übernommenen Methode ist, dass nicht mehr als 3,4 Fehler je einer Million Fehlermöglichkeiten in einem Prozessschritt zugelassen werden, um so die Endqualität der Produkte nach Durchlaufen aller Prozessschritte hinreichend hoch anzusiedeln. Welch änderte das Bonussystem und machte die Bezahlung zu 40 Prozent vom Erreichen der Six-Sigma-Ziele abhängig.
Welch gilt auch als einer der Väter des Shareholder-Value-Konzeptes, bei dem unternehmerische Entscheidungen ausschließlich am Nutzen für die Aktionäre ausgerichtet werden. Als Geburtsstunde der Bewegung gilt eine Rede zur Übernahme der Führung von General Electric, die er in einem New Yorker Hotel im Jahr 1981 hielt. Anschließend führte er GE mehr als zwei Jahrzehnte lang und trug während dieser Zeit viel dazu bei, dass der Shareholder-Value-Gedanke dominant geworden ist. Das Streben nach kurzfristigem Profit und hohe Zahlungen an Aktionäre und an die Manager an der Spitze verdrängten langfristige Ziele, darunter die Investition in herausragende Ingenieursleistungen. Infolgedessen geriet GE in einigen Bereichen technologisch ins Hintertreffen.
Im März 2009 (Financial Times Deutschland vom 13. März 2009) wandte er sich von diesem Konzept ab und sagte, dass seine frühere Überzeugung diesbezüglich eine „dumme Idee“ gewesen sei. Es sei falsch, dass Manager und Investoren den stetigen Ergebnisanstieg und ständige Aktienkurssteigerungen als überragendes Ziel festsetzten. „Genau betrachtet ist Shareholder-Value die blödeste Idee der Welt. Shareholder-Value ist ein Ergebnis, keine Strategie; die wichtigsten Interessensgruppen sind die eigenen Mitarbeiter, die eigenen Kunden und die eigenen Produkte.“ Dieser erweiterte Ansatz entspricht dem inzwischen bekannten Modell einer Balanced Scorecard.
Jack Welch gilt als einer der erfolgreichsten Manager und Managementdenker der USA, aber auch als einer der umstrittensten. Seine radikalen Methoden haben ihm den Spitznamen Neutronen-Jack eingebracht, als Anspielung auf die Wirkungsweise einer Neutronenbombe, bei der die Menschen ausgelöscht werden, die Gebäude und Maschinen jedoch erhalten bleiben.

### Sterne und Zitronen
Die von Welch aufgestellte „20-70-10“-Regel besagt, dass in einem Unternehmen die besten 20 Prozent der Mitarbeiter („stars“) mit Boni belohnt, die 70 Prozent in der Mitte bestmöglich gefordert und gefördert, die schwächsten 10 Prozent („lemons“) dagegen entlassen werden sollten. Während das Prinzip bei General Electric in den USA lange konsequent praktiziert wurde, wird in der deutschen Niederlassung zwar auch auf Basis schlechter Leistungsbewertung gekündigt, man verzichtet jedoch auf Prozentangaben, mit denen festgelegt wird, welcher Anteil der Belegschaft entlassen werden soll.

## Werke
- Jack Welch: Was zählt – Die Autobiografie des besten Managers der Welt. Ullstein Verlag, 2003, ISBN 3-548-36398-9.
- Jack Welch, Suzy Welch: Winning – Das ist Management. Campus-Verlag, 2005, ISBN 3-593-37767-5.
- Jack Welch, Suzy Welch: Der Real-Life MBA: Wie Sie auch ohne Business-School alles über Gewinner, Teams und Karriere lernen. Redline Verlag, 2016, ISBN 978-3-86881-616-7.